# 日立市立記念図書館
日立市立記念図書館（ひたちしりつきねんとしょかん）は、日立市幸町1-21-1にある日立市立図書館のひとつである。
令和3年度の統計によると、蔵書数は457,798冊（点）（令和4年3月31日時点）、年間貸出数は287,259冊（点）（令和3年度）となっており、日立市の図書館の中で最も大きな規模となっている。また、移動図書館たかすず号の運行管理等も担当している。

主な蔵書としては、一般図書が211,790冊、児童図書が71,518冊、郷土資料が20,198冊、視聴覚資料が5,463点、移動図書館用が148,829冊（いずれも令和4年3月31日時点）所蔵している。

## 施設構造
日立シビックセンターの地下1階・1階・2階の一部にある。
- 館内担当・館外担当・庶務担当の3係で構成。
- 図書の閲覧は誰でもできる。
- 無料である。

### 一般図書室
当図書館1Fにある、この図書館の中で最も利用する人の多い施設である。この中にいくつかの施設が含まれる。
- こどもとしょしつ（絵本・紙芝居・児童図書・大型絵本・図書館が進める読み聞かせの本コーナー・児童新刊コーナー・季節の企画展コーナー・子供用トイレ 等）
- おはなしのへや（らっこのおへや：0歳～2歳程度の乳幼児対象のおはなし会：月2回（8・2月はお休み）・3歳以上のお話会：月2回、特別なおはなしかいも行われる。また、ブックスタートの会場となる。日立市に住んでいる0歳から2歳の誕生日までの子供と保護者に、絵本と育児に役立つ資料の案内や子供におはなしの聞かせ方の実演などが行われる。）
- 一般向け図書室（企画展コーナー・日立製作所コーナー・中学生コーナー・大活字本・一般図書・視聴覚資料コーナー 等）
- 新聞・雑誌スペース
- 中央カウンター
- 授乳室
- 録音室（図書資料音声サービス：視覚障害者専用）

### 資料・学習室
- 当図書館2Fにある。
- 参考図書室は、日立の郷土資料、日立市の行政資料、一部茨城県関係等の資料、事典、一部の白書、官報、茨城県報などを使用し調べるための部屋がある。また、新聞閲覧（当日、前日以外）を閲覧することができる。
- インターネット検索を利用した、朝日新聞・読売新聞・茨城新聞・官報の記事検索を行うことができる。
- 参考図書室には、日立市市制施行70周年記念郷土人コーナーを設置している。
- 参考図書室の隣接部屋に資料室があり、新聞の原紙や朝日新聞の縮刷版（東京版）・日立市の一部行政資料等が保存されている。
- 参考図書室の隣には学習室や学習コーナーのスペースがあり2か所あわせて75席が用意されている。
- 事務室がある。

### 書庫
- 当図書館地下にある。
- 館外の事務室がある。
- 一般人は基本的に立ち入り禁止である。ただし、団体配本で許可された場合は入館可。
- 館外担当の主な内容は次のとおりである。
  - 移動図書館たかすず号の運営
  - 交流センター図書室4館の配本・整理
  - 施設文庫の配本・整理
  - 小学校文庫の配本・整理
  - 学校支援授業用の資料の用意及び搬送
  - 日立市内の小学校・中学校の全校に図書パックを配布し、小学校は2年間、中学校は1年間で巡回するサービス
  - 団体配本の貸出・返却業務
  - 緑陰文庫の開催

### 建物概要
- 地上2階、地下1階建
- 延床面積：3,384.81m2

## 歴史
- 1959年（昭和34年）9月1日 - 日立市市制施行20周年記念事業として、記念図書館建設が決定。
- 1962年（昭和37年）11月6日 - 記念図書館開館（日立市神峰町：現在の日立市教育プラザの場所）（延べ床面積1,889.99m2　総工費59,000千円)（蔵書数1万冊：職員数14人でスタート)
- 1966年（昭和41年）- 11月15日 - 移動図書館「たかすず号」運行開始（市内33ステーション）
- 1990年（平成2年）11月10日 - 記念図書館が日立シビックセンター内に移転開館。
- 1992年（平成4年）11月6日 - 記念図書館創立30周年を迎える。図書館まつり、「図書館とわたし」(図書館30周年記念文集)の発行等を行う。
- 2002年（平成14年）7月1日 - ブックスタート事業開始（あかちゃんと保護者を対象にあかちゃんえほんの読み聞かせの実演や育児アドバイス集の配布・行政サービスの案内などを行う）
- 2009年（平成21年）10月 - 記念図書館参考室内に「日立市制施行70周年記念、郷土人コーナー」を設置。
- 2010年（平成22年）6月　- 記念図書館に「(株)日立製作所100周年を記念し(株)日立製作所コーナー」を設置。
- 2011年（平成23年）
  - 3月11日 - 東日本大震災発生。日立市最大震度6強。
  - 4月10日 - 移動図書館たかすず号の運行開始。
  - 5月16日 - 記念図書館の再開。
- 2012年（平成24年）11月6日 - 記念図書館創立50周年を迎える。
- 2016年（平成28年）12月1日 - 記念図書館参考室内に「瀬谷義彦 寄贈資料 展示コーナー」（茨城県内外の市町村史500冊超のほか、郷土資料など約1800冊）を設置[4]。

## 立地
JR常磐線の日立駅から徒歩約3分の場所に位置し、周辺には日立新都市広場、日立駅前大型商業施設「ヒタチエ」のほか、パティオモール商店街、三菱重工業日立工場、平和通り（日本さくら名所100選）など、市街地の中心に立地している。

図書館の専用駐車場はないため、日立シビックセンター地下駐車場の利用が推奨されている。